# Bruno Berner
Bruno Berner (ur. 21 listopada 1977 w Zurychu) – szwajcarski piłkarz i trener piłkarski. Grał na pozycji lewego obrońcy.

## Kariera klubowa
Piłkarską karierę Berner rozpoczął w Grasshopper Club, wywodzącego się z jego rodzinnego miasta. W sezonie 1997/1998 zadebiutował w jego barwach w rozgrywkach szwajcarskiej ligi. Wtedy też został po raz pierwszy w karierze mistrzem Szwajcarii. W sezonie 1998/1999 był już zawodnikiem wyjściowej jedenastki Grasshoppers i wywalczył wicemistrzostwo kraju. W styczniu 2000 Berner został wypożyczony do hiszpańskiego Realu Oviedo, ale zaliczył tam tylko jedno spotkanie, w którym zdobył gola. Latem wrócił do Zurychu i w GZ grał jeszcze przez kolejne dwa sezony w 2001 roku zdobywając kolejny mistrzowski tytuł.
W 2002 roku Berner podpisał kontrakt z niemieckim drugoligowcem SC Freiburg. W jego barwach zadebiutował 11 sierpnia w wygranym 1:0 meczu z Alemannią Akwizgran. Wywalczył miejsce w podstawowym składzie i na koniec sezonu uzyskał awans do pierwszej ligi. W niej swój pierwszy mecz zaliczył 2 sierpnia 2003 w meczu z Bayerem 04 Leverkusen (1:4). W sezonie 2004/2005 zaliczył tylko 12 spotkań z powodu kontuzji, a Freiburg spadł do drugiej ligi.
Latem 2005 Bruno wrócił do Szwajcarii. Został piłkarzem FC Basel. W 2006 roku został wicemistrzem Szwajcarii, a w 2007 zdobył Puchar Szwajcarii. W styczniu 2007 przeszedł za pół miliona euro do Blackburn Rovers. W Premiership zadebiutował 10 lutego w meczu z Evertonem (0:1), który był jego jedynym w barwach Rovers w sezonie 2006/2007. W sezonie 2007/2008 przegrywał rywalizację o miejsce w składzie ze Stephenm Warnockiem, Christopherem Sambą, a także Zurabem Chizaniszwilim. Dlatego też latem 2008 odszedł do drugoligowego Leicester City F.C.
| Sezon   | Klub             | Kraj       | Rozgrywki                    | Mecze | Bramki |
| ------- | ---------------- | ---------- | ---------------------------- | ----- | ------ |
| 1997/98 | Grasshopper Club | Szwajcaria | Nationalliga A               | 2     | 0      |
| 1998/99 | Grasshopper Club | Szwajcaria | Nationalliga A               | 21    | 0      |
| 1999/00 | Grasshopper Club | Szwajcaria | Nationalliga A               | 5     | 1      |
| 1999/00 | Real Oviedo      | Hiszpania  | Primera División             | 1     | 1      |
| 2000/01 | Grasshopper Club | Szwajcaria | Nationalliga A               | 27    | 1      |
| 2001/02 | Grasshopper Club | Szwajcaria | Nationalliga A               | 16    | 0      |
| 2002/03 | SC Freiburg      | Niemcy     | 2. Fußball-Bundesliga        | 31    | 2      |
| 2003/04 | SC Freiburg      | Niemcy     | Bundesliga                   | 33    | 1      |
| 2004/05 | SC Freiburg      | Niemcy     | Bundesliga                   | 12    | 0      |
| 2005/06 | FC Basel         | Szwajcaria | Nationalliga A               | 17    | 0      |
| 2006/07 | FC Basel         | Szwajcaria | Nationalliga A               | 15    | 0      |
| 2006/07 | Blackburn Rovers | Anglia     | Premiership                  | 1     | 0      |
| 2007/08 | Blackburn Rovers | Anglia     | Premiership                  | 1     | 0      |
| 2008/09 | Leicester City   | Anglia     | Football League Championship | 40    | 2      |

## Kariera reprezentacyjna
W reprezentacji Szwajcarii Berner zadebiutował 15 sierpnia 2001 roku w wygranym 2:1 towarzyskim spotkaniu z Austrią. W 2004 roku został powołany przez Jakoba Kuhna do kadry na Mistrzostwa Europy w Portugalii, jednak był tylko rezerwowym i nie zagrał w żadnym spotkaniu.